# خورخي رومو
خورخي رومو (بالإسبانية: Jorge Romo Fuentes)‏ هو لاعب كرة قدم مكسيكي، ولد في 20 أبريل 1923 في مدينة مكسيكو في المكسيك، وتوفي بنفس المكان في 17 يونيو 2014. شارك مع منتخب المكسيك لكرة القدم. أما مع النوادي، فقد لعب مع ديبورتيفو مارتي ونادي تولوكا.

## وصلات خارجية
- خورخي رومو على موقع الاتحاد الدولي (مؤرشف)  (الإنجليزية)
- خورخي رومو على موقع قاعدة بيانات كرة القدم.إي يو (الإنجليزية)
- خورخي رومو على موقع ناشيونال فوتبول تيمز (الإنجليزية)
- خورخي رومو على موقع Soccerway.com (الإنجليزية)
- خورخي رومو على موقع عالم كرة القدم.نت (الإنجليزية)